# Southern Moreton Bay Islands
Le Southern Moreton Bay Islands, conosciute anche come Bay Islands o con l'abbreviazione SMBI sono quattro isole a sud della baia di Moreton. Si trovano lungo la costa meridionale del Queensland, in Australia, a sud-est di Brisbane. Appartengono alla Local government area della Città di Redland. Gli abitanti delle isole, al censimento del 2011, erano circa 5600.
Le isole si trovano tra la costa continentale e North Stradbroke Island:
- Karragarra Island, la minore delle quattro isole, si trova tra Macleay e Russel (27°38′20″S 153°22′15″E). Al censimento del 2011 aveva 160 abitanti[1].
- Lamb Island, (il cui nome originario è Ngudooroo[2]) si trova a sud-est di Macleay Island, da cui è separata dal Lucas Passage (27°37′30″S 153°22′45″E); l'isola aveva 427 abitanti nel 2011[3].
- Macleay Island, la seconda per grandezza.
- Russell Island, l'isola maggiore.